# 에스디시스템
에스디시스템(SD System Co. Ltd.)는 대한민국의 교통 시스템 기업이다. 본사는 경기도 성남시 중원구 갈마치로244번길 31 613호(상대원동, 현대아이밸리)에 위치해 있으며 대표이사는 이원범이다.

## 논란
대표이사가 자금이 부족한 여러 투자법인에게 경영권을 매각하면서 여러 차례 계약 조건이 변경되면서 잦은 최대주주 변경이 발생했고 주주들이 불안해 한 적이 있다
감사의견에 중대한 영향을 미치는 회계부정설과 관련한 풍문 사유 미해소로 거래가 정지되었다 거래가 재개된 적이 있다

## 상장
2010년 7월 16일에 공모가 14,800원에 상장하였다. 

## 참고 문헌
1. ↑  박창현, 84년생 VC 심사역, 에스디시스템 구원투수 될까, 더벨, 2019년 12월 9일
2. ↑  에스디시스템, 7개월 만에 주가 3분의1 토막난 사연, 이투데이, 2020년 1월 22일
3. ↑  에스디시스템, 거래재개 셋째날 24% '급등', 한국경제, 2023.10.25
4. ↑  에스디시스템, 거래재개 셋째날 또 ‘上’, 이데일리, 2023년 10월 25일